# Ölands runinskrifter 10
Ölands runinskrifter 10 är en försvunnen vikingatida runsten som fanns i Alvlösa, Smedby socken och Mörbylånga kommun. Den senaste rapporten om runstenen gjordes 1827 av Abraham Ahlqvist som omtalar den som "liggande på gården".

## Inskriften
Translitterering av runraden:
[: eimunr : auk : kuna- ... þeiʀ · -uku · kirþu · þisn · eftiʀ : kinu : fatran]
Normalisering till runsvenska:
Æimundr ok Gunna[rr] ... þæiʀ [k]umbl(?) gærðu þessa æftiʀ Ginu(?) vitran.
Översättning till nusvenska:
Emund och Gunnar ... de gjorde detta minnesmärke efter Gunne den djärve.